# Psacadonotus serratimerus
Psacadonotus serratimerus är en insektsart som beskrevs av Rentz, D.C.F. 1993. Psacadonotus serratimerus ingår i släktet Psacadonotus och familjen vårtbitare. Inga underarter finns listade i Catalogue of Life.